# Uri Ari'el
Uri Ari'el (hebrejsky אורי אריאל‎, celým jménem אורי יהודה אריאל‎, Uri Jehuda Ari'el) je izraelský politik, poslanec Knesetu za Židovský domov a od května 2015 ministr zemědělství. V letech 2013 až 2015 zastával post ministr bydlení a výstavby v izraelské vládě.

## Biografie
Narodil se 22. prosince 1952 ve městě Afula. Bydlí ve vesnici Kfar Adumim na Západním břehu Jordánu. Je ženatý, má šest dětí. Absolvoval střední školu. Sloužil v izraelské armádě, kde dosáhl hodnosti majora.

## Politická dráha
Má za sebou působení jako generální tajemník organizace Amana, která se zabývá židovským osidlováním Západního břehu Jordánu, a generální tajemník organizace Ješa, která je osadnickým politickým orgánem. Působil ve vedení Židovského národního fondu. Byl starostou izraelské osady Bejt El.
Do Knesetu nastoupil po volbách roku 1999, ve kterých kandidoval za stranu Národní jednota, která tehdy ještě kandidovala na společné listině s dnes samostatnou stranou Jisra'el Bejtejnu. Ve volbách ovšem zvolen nebyl a v parlamentu zasedl až od října 2001 jako náhradník. Po zbytek funkčního období zastával posty jako člen výboru House Committee, výboru pro zahraniční záležitosti a obranu, výboru pro zahraniční dělníky a výboru pro vnitřní záležitosti a vnitro. Mandát obhájil ve volbách roku 2003, nyní již za samostatně kandidující Národní jednoty. V letech 2003–2006 byl v parlamentu členem výboru státní kontroly, výboru pro zahraniční záležitosti a obranu, výboru pro vzdělávání, kulturu a sport a výboru pro televizi a rozhlas. Uspěl i ve volbách roku 2006, po nichž zasedl ve výboru House Committee, výboru pro práva dětí a ve vyšetřovací komisi pro absorpci etiopských imigrantů v Izraeli. V letech 2006–2009 byl předsedou parlamentního klubu Národní jednota-Mafdal.
Mandát si podržel i po volbách roku 2009. Od roku 2009 je členem výboru finančního, výboru státní kontroly, výboru pro jmenování soudců a výboru překladatelského. Roku 2013 byl zvolen do Knesetu za Židovský domov a v březnu téhož roku se stal ministrem bydlení a výstavby ve třetí Netanjahuově vládě.
Mandát poslance obhájil rovněž ve volbách v roce 2015. Po nich jej ve funkci ministra bydlení a výstavby nahradil Jo'av Galant ze strany Kulanu, zatímco on sám se ujal postu ministra zemědělství